# Parasinga bicolor
Parasinga bicolor är en fjärilsart som beskrevs av Sergius G. Kiriakoff 1977. Parasinga bicolor ingår i släktet Parasinga och familjen tandspinnare. Inga underarter finns listade i Catalogue of Life.